# Чулей, Ленуца
Ленуца Чулей (рум. Lenuța Ciulei; полное имя Лилиана Чулей Атанасиу, рум. Liliana Ciulei Atanasiu, вторая фамилия по мужу; род. 25 мая 1958, Бухарест) — румынская скрипачка.
Дебютировала в концертной трансляции Румынского телевидения в 1967 году. Ещё студенткой Первого музыкального лицея Бухареста выиграла в 1976 г. Международный конкурс скрипачей имени Паганини, лауреат ряда других соревнований (в том числе победитель Международного конкурса имени Тибора Варги в Сьоне, 1981). Окончила Бухарестскую музыкальную академию (1981), затем стажировалась в Бельгии у Андре Гертлера и в США у Руджеро Риччи. Широко гастролирует как солист, выступала также в составе камерных ансамблей, включая фортепианное Трио Ленуцы Чулей (Румыния, середина 1980-х гг.). Преподавала в консерватории Плоешти, в настоящее время педагог Университета Роуэна в Нью-Джерси. Много выступает и преподаёт в Латинской Америке.
Муж — виолончелист и музыкальный педагог Джордже Атанасиу. Сын — скрипач Александер Атанасиу.